# Gustave Trannoy
Pour les articles homonymes, voir Trannoy.
Gustave Trannoy est un homme politique français né le 6 février 1837 à Paris et mort le 24 mai 1907 à Saint-Cloud.

## Biographie

### Carrière professionnelle
Licencié en droit, il s’occupe d’abord d’agriculture avant de devenir clerc d’avoué à Paris en 1863, puis avoué  à Épernay (Marne) en 1866. Conseiller municipal d’Épernay en 1871, puis adjoint en 1872, il quitte Épernay en 1879 pour s’inscrire comme avocat à Péronne (Somme).

### Carrière politique
Gustave Trannoy est élu conseiller municipal dès 1880, adjoint au maire de 1888 à 1895, puis maire de 1895 à 1896. Il est député de la Somme de 1893 à 1905, inscrit au groupe des républicains de gouvernement. Il présida la commission des Douanes et fut le premier rapporteur du projet relatif à la loi du 1er août 1905 sur la répression des fraudes. Son buste trône d'ailleurs à l'École nationale de la concurrence, de la consommation et de la répression des fraudes (ENCCRF) depuis octobre 2021. En 1905, il est élu sénateur de la Somme et meurt en cours de mandat en 1907.

## Sources
- « Gustave Trannoy », dans le Dictionnaire des parlementaires français (1889-1940), sous la direction de Jean Jolly, PUF, 1960 [détail de l’édition]